# Blue plaque

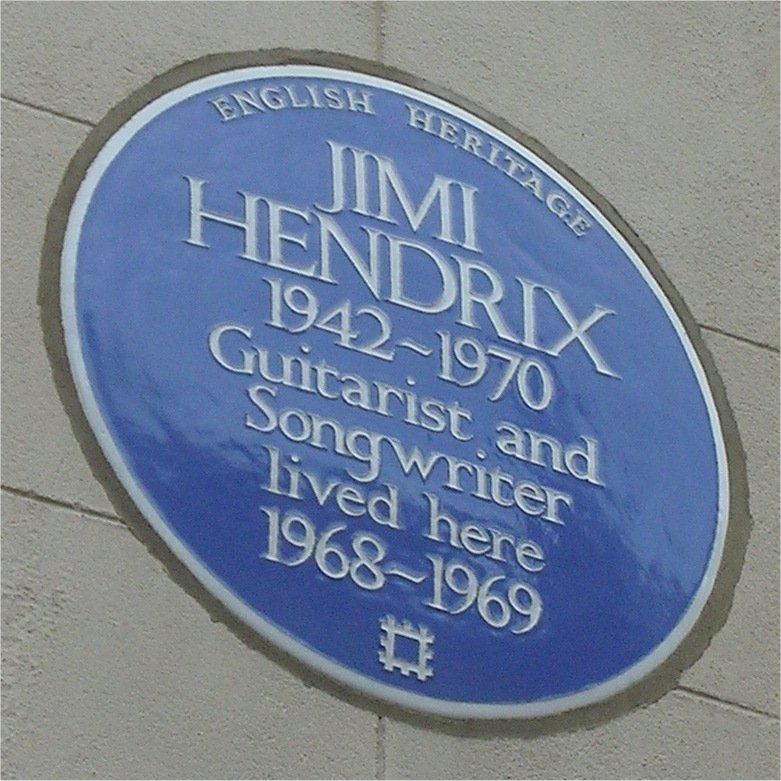
Placa azul de Jimi Hendrix, localizada na Rua Brook, Londres

Uma blue plaque ("placa azul"), no Reino Unido e em outros países,  é um símbolo permanente instalado em um espaço público para celebrar a ligação entre o local e uma pessoa ou evento famoso. Tem como propósito servir de marco histórico.
O mais conhecido programa de placas talvez seja o desenvolvido em Londres. Criado em 1867 pela Royal Society of Arts (RSA), desde 1986 sua confecção, manutenção e administração é de responsabilidade do English Heritage. O órgão recebe, anualmente, pelo menos cem sugestões para novas placas na capital londrina, sendo que uma em cada três (um terço) propostas é aceita.